# Holstein (Schiff, 1911)
Die 1911 von der Flensburger Schiffbau-Gesellschaft fertiggestellte Holstein des Norddeutschen Lloyd (NDL) war bei Fertigstellung ein Einzelschiff in dessen Flotte. Der Frachter hatte allerdings zwei ebenfalls von der FSG gebaute Schwesterschiffe bei der Roland-Linie, die dazu noch zwei sehr ähnliche vom Bremer Vulkan gebaute Frachtschiffe 1911 in Dienst nahm. Die Holstein wurde von der Roland-Linie in Charter eingesetzt und befand sich 1914 in Iquique, wo sie während der Kriegszeit verblieb.
1921 gehörte sie zu den Schiffen des NDL, die auf Grund des Columbus-Abkommens nicht an die Siegermächte ausgeliefert werden mussten. Am 29. September 1921 nahm sie den Dienst für den NDL wieder auf. 1937 wurde die Holstein an die Hamburg Süd verkauft.
1939 konnte das in Curityba umbenannte Schiff drei Wochen nach Kriegsausbruch noch aus Brasilien in die Heimat zurückkehren. Als Transporter in Norwegen eingesetzt, ging es am 29. April 1942 bei Vardø nach Torpedierung durch ein sowjetisches U-Boot verloren.

## Geschichte des Schiffes
Die Holstein mit der Baunummer 306 wurde am 11. Mai 1911 von der Flensburger Schiffbau-Gesellschaft (FSG) an den Norddeutschen Lloyd (NDL) abgeliefert und war in dessen Flotte bei Fertigstellung ein Einzelschiff. Die FSG lieferte allerdings 1911 zwei Schwesterschiffe an die dem NDL nahestehende Roland-Linie unter den Baunummern 303 und 312 mit der zweiten Haimon und der Atto. Die Roland-Linie beschaffte 1911 auch noch zwei sehr ähnliche Frachtschiffe beim Bremer Vulkan. Die Holstein wurde vom NDL an die Roland-Linie verchartert und machte ihre Jungfernreise an die Westküste Südamerikas. 1914 befand sich das Schiff in Chile und verblieb während der Kriegszeit in Iquique in Nordchile. Bei einer Besetzung des Schiffes im September 1918 machte die Besatzung des Schiffes die Maschine unbrauchbar, so dass es 1920 nach Europa geschleppt werden musste.
Das relativ neue Frachtschiff wurde 1921 mit Gegenstand des sogenannten Columbus-Abkommen zwischen den Deutschen und den Briten. Die deutsche Regierung und der Norddeutsche Lloyd sagten zu, ihren Einfluss für eine zügige Fertigstellung des ursprünglich für den NDL bei Schichau in Danzig im Bau befindlichen Dampfers Columbus einzusetzen und keine rechtlichen Bedenken zu erheben. Denn Danzig gehörte inzwischen nicht mehr zum Deutschen Reich und die Übertragung der Kapitulationsregelungen auf dortige Bauten war fraglich. Für diese Zusagen verzichtete die englische Seite auf die Auslieferung von sechs Schiffen des NDL, die den Krieg in Südamerika verbracht hatten. Es handelte sich um die ehemaligen Reichspostdampfer Seydlitz (7942 BRT/03) und Yorck (8901 BRT/06), die zum La Plata eingesetzte Gotha (6653 BRT/07) und die Frachter Göttingen (5441 BRT/07), Westfalen (5112 BRT/05) und die Holstein als neuestes Schiff. Diese sechs Schiffe erschienen dem NDL für den Wiederaufbau der Reederei wichtiger als das große Passagierschiff.
Nach der Rückführung und einer Grundüberholung kam die Holstein am 29. September 1921 wieder in den Dienst des NDL auf der Route nach Südamerika. Ab 1927 wurden neben ihr auch noch zwei der 1911 für die Roland-Linie gebauten Frachter mit in Flensburg gebauten Haimon und der beim Bremer Vulkan gebauten Berengar zum Einsatz, die der NDL aus Großbritannien angekauft hatte und die wieder ihre ursprünglichen Namen erhielten. Eine durch die Übernahme der Roland-Linie 1926 vorhandene Haimon (ex Antonina, 1898 Blohm & Voss, 3810 BRT) wurde in Ancona umbenannt und noch 1927 nach Brasilien verkauft.

Die staatliche Neuordnung der deutschen Reedereien und ihre Fahrtgebiete führte zu einer Reduzierung des Südamerikaverkehrs des NDL. Der NDL musste die Kombischiffe Antonio Delfino und Cap Norte, die 1932 vom NDL schon umbenannt worden waren, und zehn meist ältere Frachter an die Hamburg-Süd abgeben. So wurden auch die Holstein und die Berengar in Kaufcharter an die Hamburg-Süd abgegeben, blieben aber anfangs in Bremen registriert, während die Haimon abgewrackt wurde. 1937 wurden die abgegebenen Schiffe umbenannt.
Am 4. Oktober 1937 wurde aus der Holstein die bis 1939 noch in Bremen beheimatete Curityba der Hamburg-Süd, benannt nach der Hauptstadt des brasilianischen Bundesstaats Paraná. Das auf der Rückreise von Rosario nach Europa befindliche Schiff lief auf Grund der Warnmeldungen im August 1939 Pernambuco an. Am 21. September lief das Schiff unter anderem mit einer Getreideladung und zahlreichen Wildtieren für Hagenbecks Tierpark wieder aus, um die Heimat zu erreichen und traf über Andenes am 30. Oktober in Hamburg ein.

### Nutzung im Krieg
Im März 1940 wurde die Curityba als Transporter der 1. Seetransportstaffel für die geplante Besetzung Norwegens herangezogen. Am 6. April lief sie aus Stettin nach Bergen aus. Am folgenden Tag geriet die Curityba vor Varberg, südlich von Göteborg, auf Grund. Erst am 10. wurde das Schiff geborgen und bis zum 11. April nach Oslo geschleppt, das sie am 15. wieder verließ. Sie wurde weiter als Transporter nach Norwegen eingesetzt. Im Juni gab es bei einem Luftangriff in Hamburg Leichtverletzte auf dem Schiff.
Die Curityba war auch für das Unternehmen Seelöwe vorgesehen und lag zwischen September und November in Antwerpen, wo es Bombenschäden erlitt. Ab August 1941 diente sie wieder als Transporter nach Norwegen.

### Verlust derCurityba
Gesichert von drei U-Boot-Jägern befand sich die Curityba mit der Belpamela auf einer Fahrt von Kirkenes nach Kiel, als sie am 29. April 1942 im Varangerfjord zehn Seemeilen südlich von Vardø auf 70° 7′ 30″ N, 30° 34′ 0″ O vom russischen U-Boot M-171 torpediert und mit 22 Todesopfern versenkt wurde.
An Bord der Curityba befanden sich ein Fischkutter, der in Vardø entladen werden sollte, und
zwei ehemals norwegische Hilfsminensuchboote, die sich als untauglich für Dienst an der Polarküste erwiesen hatten und nach Bergen transportiert werden sollten.

## Die Schwesterschiffe der Roland-Linie
| Stapellauf in Dienst  | Name       | Tonnage  | B.Nr.      | Schicksal |
| --------------------- | ---------- | -------- | ---------- | --- |
| 30.12.1910 21.02.1911 | Haimon (2) | 4920 BRT | 303        | März 1919 ausgeliefert nach Großbritannien: ab 1922 Quebec City, Februar 1927 vom Norddeutschen Lloyd angekauft, wieder Haimon, ab August 1935 in Emden verschrottet |
| 1911 9.1911           | Atto       | 5169 BRT | 312        | 1914 Antwerpen, 1919 ausgeliefert nach Großbritannien: St. Augustine Abbey, 1921 an Niederlande: Hoogkerk, 1945 stationäres Schulschiff Veteraan, 1958 verschrottet |
| 11.03.1911 13.04.1911 | Berengar   | 4845 BRT | Vulkan 537 | 1914 bis 1919 in Talcahuano, Juli 1921 ausgeliefert nach Großbritannien: ab 1923 General Botha, März 1927 vom Norddeutschen Lloyd angekauft, wieder Berengar, ab 1934 im Dienst der Hamburg-Süd, 1937 angekauft und in Petropolis, April 1945 in der Elbe nach Bombentreffer gestrandet, abgebrochen |
| .1911                 | Wiegand    | 4849 BRT | Vulkan     | 1914 bis 1917 in Montevideo, 1917 von Uruguay beschlagnahmt: Artigas, den USA zur Verfügung gestellt, 1927 nach Griechenland verkauft: Elias G. Culucundis, ab 1933 Argentinia, 1934 abgebrochen |